# String Sisters
String sisters est un supergroupe véritablement fondé en 2005, après quelques collaborations antérieures entre les membres actuels.
Pourtant c'est à Glasgow, en 1998, que les String Sisters ont fait résonner leurs instruments ensemble pour la première fois dans le cadre des "Celtic Connections", sous l'influence de Catriona MacDonald.
Le nom a été trouvé ensuite en 2005, pour la formation du groupe, qui entame une tournée en Norvège, au cours de laquelle s'enregistrera l'album et le DVD.
En 2009, le groupe a travaillé sur un album, et entamé une tournée. Le 25 août 2016, il s'est produit au Danemark lors du Tønder Festival. 

## Formation
- Mairéad Ní Mhaonaigh, (Irlande) Irish fiddle et chant.
- Annbjørg Lien (Norvège) Hardanger fiddle.
- Liz Knowles (États-Unis) fiddle.
- Catriona MacDonald (Shetland) fiddle.
- Liz Carroll (États-Unis) fiddle.
- Emma Härdelin (Suède) violon, chant.

Accompagnements
- David Milligan — piano (Écosse)
- Tore Bruvoll — guitare (Norvège)
- Conrad Molleson — basse (Écosse)
- James Mackintosh — batterie et percussions (Écosse)

## Discographie
Album
- Live(2007)

Dvd
- Live(2007)